# Comté de Coolamon
Le comté de Coolamon (en anglais : Coolamon Shire) est une zone d'administration locale située dans l'État de Nouvelle-Galles du Sud en Australie. 

## Géographie
S'étendant sur 2 433 km2 dans la région de la Riverina au sud de la Nouvelle-Galles du Sud, le comté est traversé dans sa partie nord-ouest par la Newell Highway et la Burley Griffin Way.
Il comprend la ville de Coolamon et les villages d'Ardlethan, Beckom, Ganmain, Marrar, Matong et Mirrool.

## Histoire
La région de Coolamon était habitée à l'origine par les Wiradjuri.
Le comté est l'un des 134 créés le 7 mars 1906.

## Démographie
La population s'élevait à 4 099 habitants en 2011 et à 4 315 habitants en 2016.

## Politique et administration
Le conseil comprend neuf membres élus pour quatre ans, qui à leur tour élisent le maire pour deux ans. À la suite des élections du 4 décembre 2021, le conseil est formé de neuf indépendants.

### Liste des maires
| Période                                  | Période      | Identité     | Étiquette   | Qualité |
| ---------------------------------------- | ------------ | ------------ | ----------- | ------- |
| Les données manquantes sont à compléter. |              |              |             |         |
| septembre 2012                           | janvier 2022 | John Seymour | Indépendant |         |
| 13 janvier 2022                          | en fonction  | David McCann | Indépendant |         |